# Roubikia
Roubikia (лат.) — род клещей (Hemisarcoptoidea) семейства Chaetodactylidae из отряда Astigmata. 4 вида. Неотропика. Паразиты одиночных пчёл.

## Распространение
Неотропика (Центральная и Южная Америка): Аргентина, Боливия, Бразилия, Мексика, Перу, Французская Гвиана.

## Описание
Мутуалисты или комменсалы, питающиеся гнездовым материалом или пищевыми запасами пчёл. Наличие метасомального акаринариума у Roubikia latebrosa (Перу) подтверждает мутуалистический характер взаимоотношений этого рода клещей с пчелами. Ассоциированы только с одиночными пчёлами рода Tetrapedia (Apidae: Tetrapediini). Виды Roubikia panamensis и R. imberba обнаружены на клептопаразитических пчёлах рода Coelioxoides (Apidae: Tetrapediini), атакующих их основного хозяина (Alvez-Dos-Santos et al., 2002).
Род Roubikia OConnor B. M., 1993 был выделен в 1993 году американским акарологом Б. М. О’Коннором (Barry M. Oconnor) и назван в честь панамского зоолога Д. В. Рубика (D. W. Roubik; Smithsonian Tropical Research Institute, Бальбоа, Панама).

## Систематика
4 вида.
- Roubikia imberba  Klimov and OConnor, 2007 — Аргентина
- Roubikia latebrosa  Klimov and OConnor, 2007 — Перу
- Roubikia officiosa  Klimov and OConnor, 2007 — Мексика
- Roubikia panamensis  (Baker, Roubik and Delfinado-Baker, 1987)[2] — typus
  - =Chaetodactylus panamensis Baker, Ubik & Delfinado-Baker, 1987